# Artabotrys robustus
Artabotrys robustus este o specie de plante angiosperme din genul Artabotrys, familia Annonaceae, descrisă de Jean Laurent Prosper Louis și Raymond Boutique. Conform Catalogue of Life specia Artabotrys robustus nu are subspecii cunoscute.